# فولن‌هوفه
فولن‌هوفه (به هلندی: Vollenhove) یک منطقهٔ مسکونی در هلند است که در استین‌ویکرلاند واقع شده‌است. فولن‌هوفه ۴٬۱۲۱ نفر جمعیت دارد.

## نگارخانه

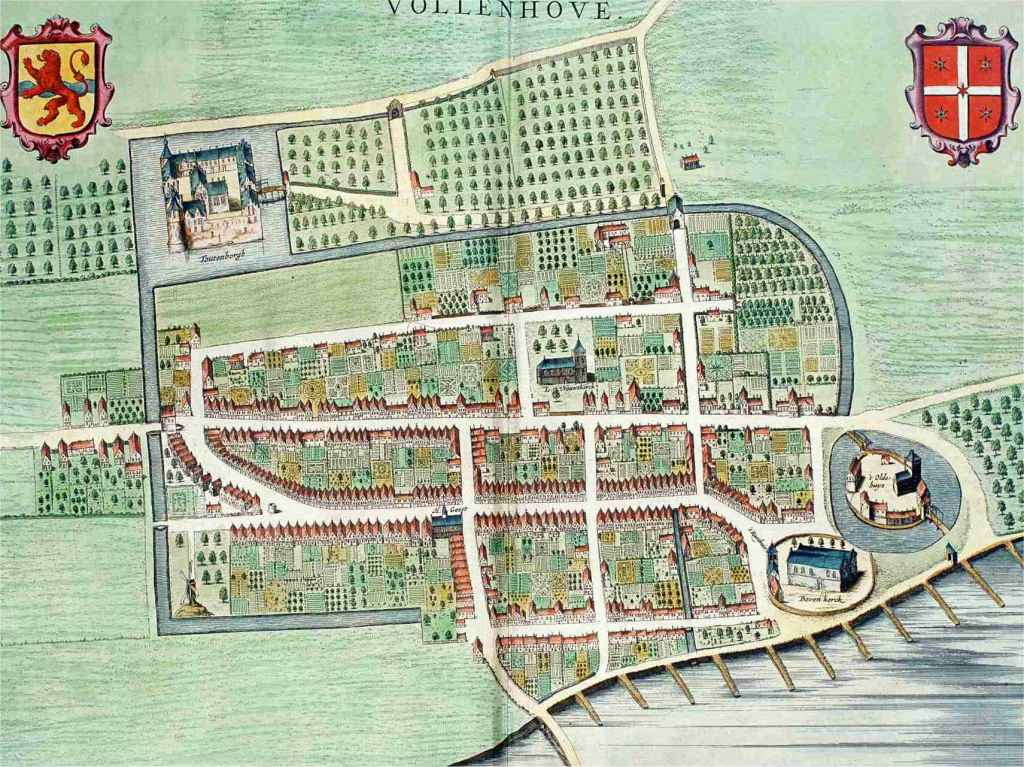
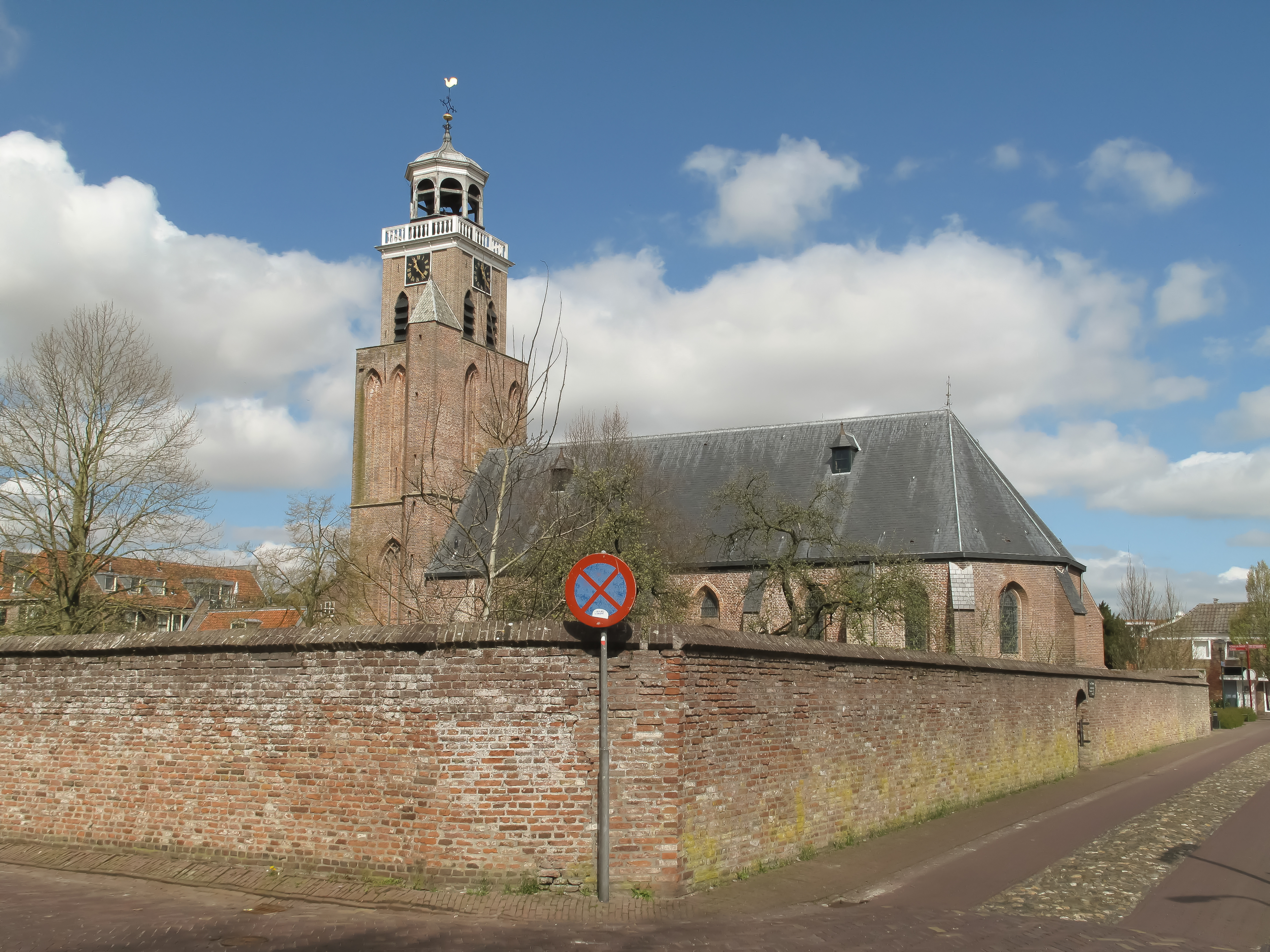
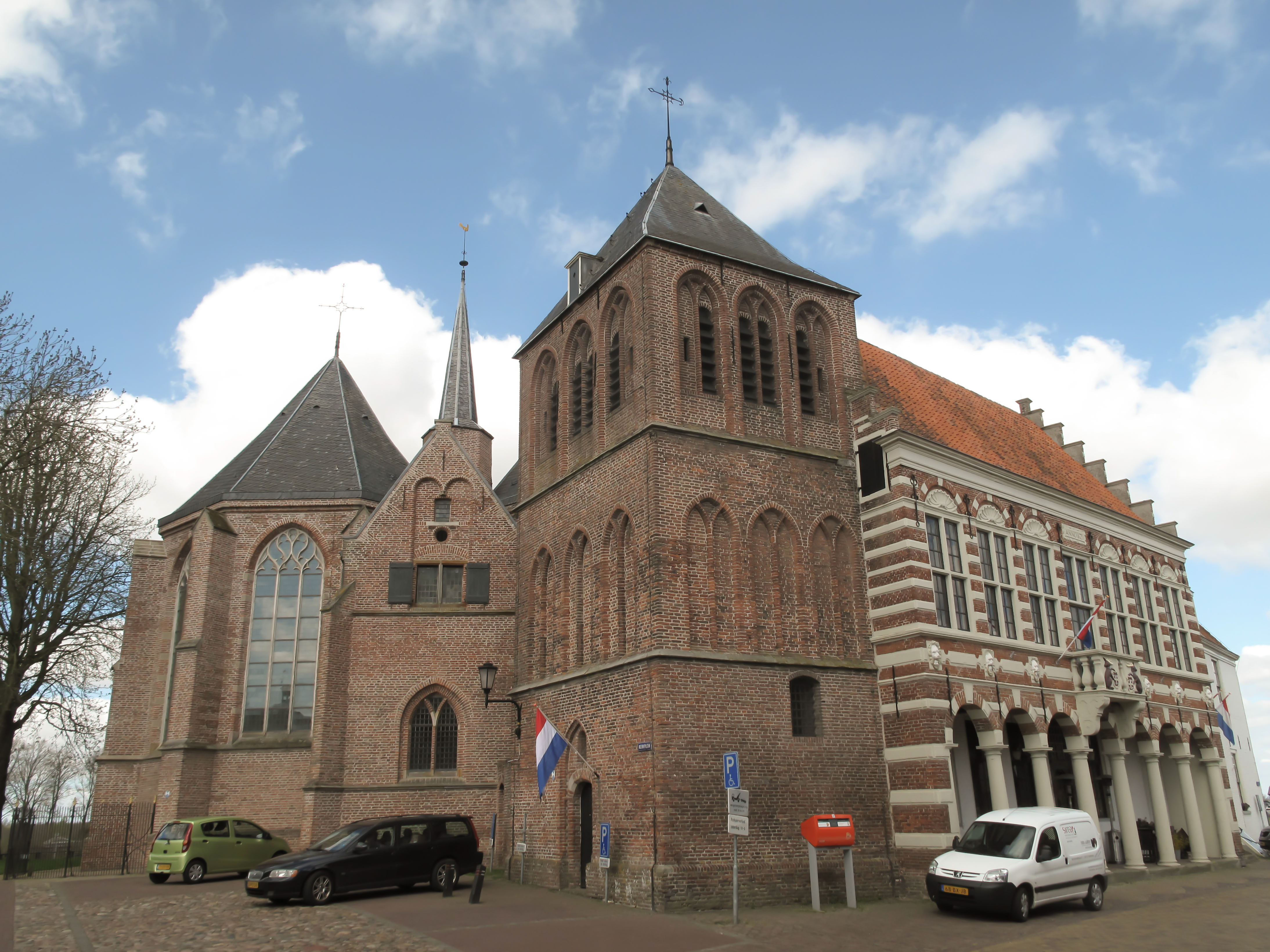
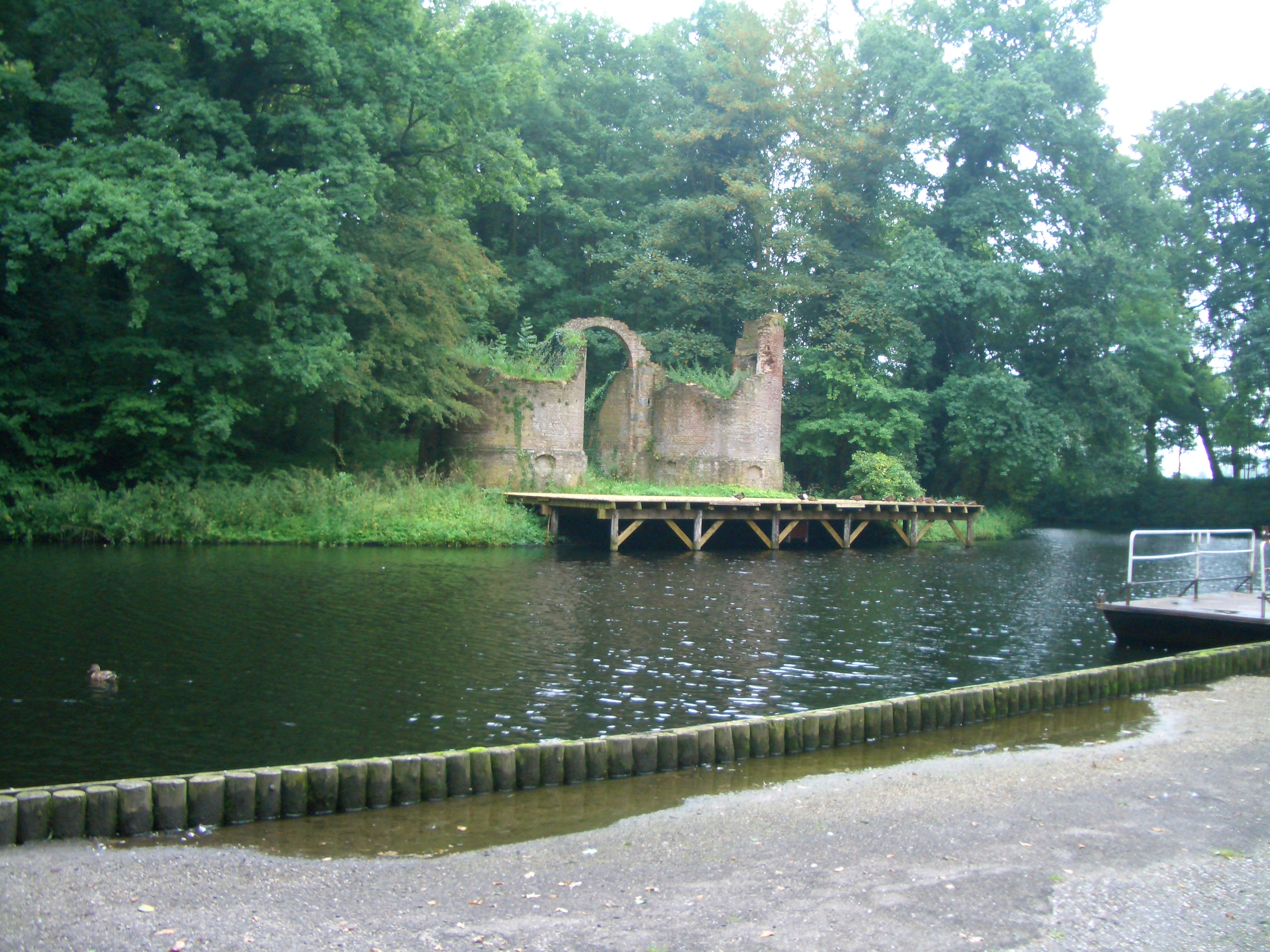
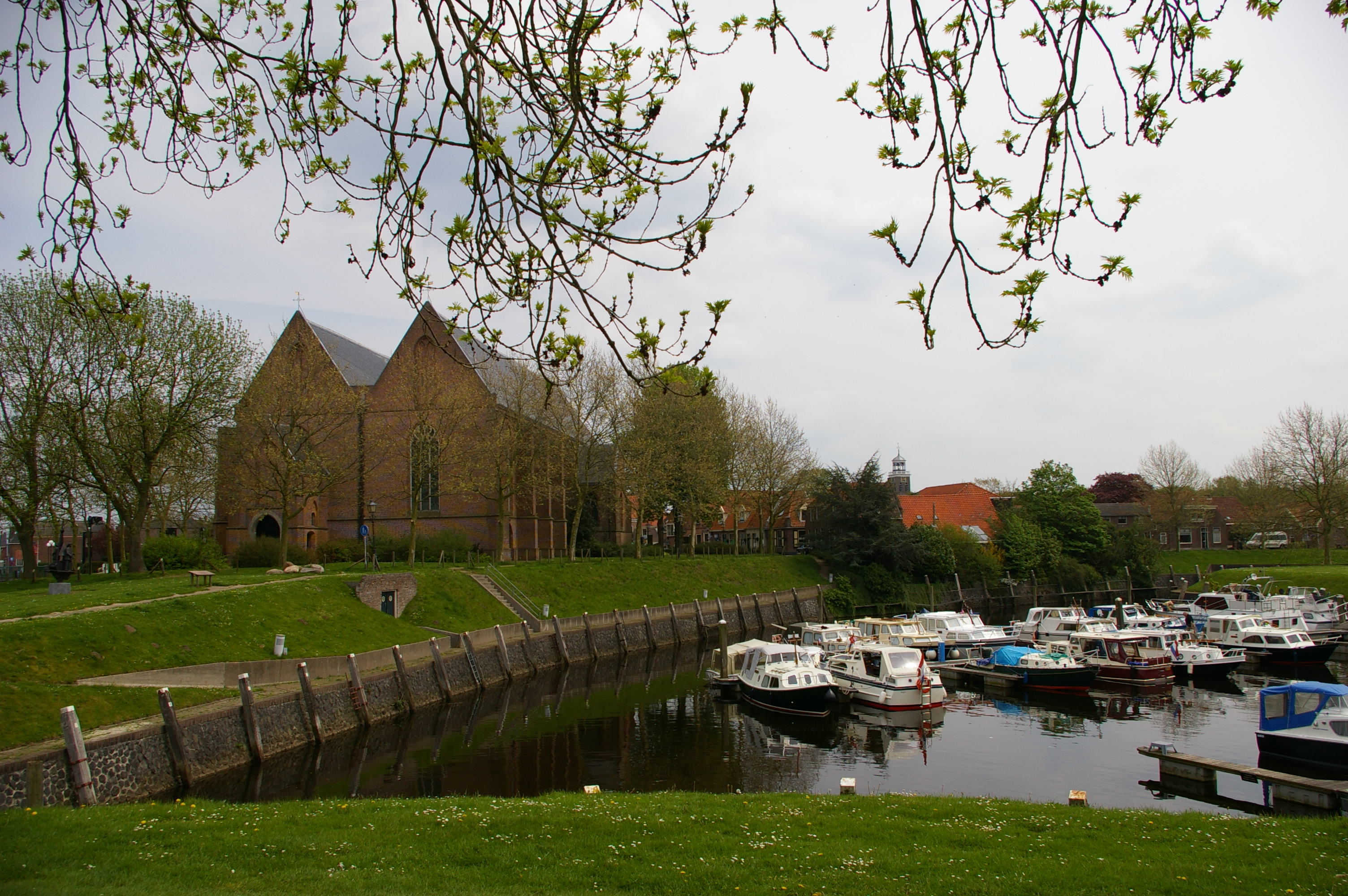